# Vogelfreistätte Burgteich
Koordinaten: 50° 27′ 41″ N, 12° 5′ 42″ O
Das Naturschutzgebiet Vogelfreistätte Burgteich liegt im Vogtlandkreis in Sachsen. Das Gebiet mit dem Burgteich, einem Himmelsteich ohne Zufluss, erstreckt sich östlich von Kürbitz, einem Ortsteil der Gemeinde Weischlitz. Östlich des Gebietes verläuft die B 173 und südwestlich die Kreisstraße K 7864, westlich fließt die Weiße Elster.

## Bedeutung
Das rund 65,6 ha große Gebiet mit der NSG-Nr. C 37 wurde im Jahr 1985 unter Naturschutz gestellt.